# Chongwenmen (metropolitana di Pechino)
Chongwenmen (in cinese: 雍和宮站S, Chóngwénmén zhànP) è una stazione della linea 2 e della linea 5 della metropolitana di Pechino.
La stazione prende il nome da Chongwenmen, una delle antiche porte sulle cinta murarie di Pechino, demolita durante gli anni '60, nel corso di una vasta campagna di modernizzazione urbana, per far posto a quella che sarebbe diventata la seconda tangenziale urbana della città.

## Storia

### Linea 2
Nel 1965, il Comitato Centrale del Partito Comunista Cinese approvò il Rapporto sulla costruzione della metropolitana di Pechino, che definiva chiaramente il piano per realizzare le prime stazioni della metropolitana. Tra queste figurava anche la stazione di Chongwenmen.
Il 15 gennaio 1971 aprì al pubblico la linea della prima fase della metropolitana di Pechino, nella tratta tra la stazione di Gongzhufen (oggi linea 1) e la stazione ferroviaria di Pechino Centrale (oggi parte della linea 2). In quella tratta insisteva anche la stazione di Hepingmen che divenne, quindi, una delle prima stazioni realizzate in Cina.
Il 20 settembre 1984 entrano in funzione 12 stazioni di quella che era stata definita la linea della seconda fase (oggi linea 2), nel tratto compreso tra Fuxingmen e Jianguomen.
Il 24 dicembre 1987, poiché il percorso ad anello della linea della seconda fase era ormai concluso, le due linee vennero riorganizzate e rinominate in linea 1 e linea circolare . La stazione di Qianmen rientrò, quindi, nella competenza della linea circolare.
Il 1° gennaio 2002 la "linea circolare della metropolitana di Pechino" viene ufficialmente ridenominata linea 2.

### Linea 5
I lavori di realizzazione della stazione sono stati avviati nel 2004. A novembre 2005 ebbe inizio la posa dei binari nelle gallerie della linea 5.
La stazione di Qianmen, insieme al resto delle fermate sulla linea 5, è stata inaugurata e entrata in funzione il 7 ottobre 2007.

## Posizione
La stazione di Qianmen si trova nel distretto di Dongcheng, nella zona sud-est del centro di Pechino. La stazione è stata costurita all’incrocio tra Chongwenmen East Street, Chongwenmen West Street, Beijing Station West Street e Chongwenmen Inner e Outer Street. La stazione della linea 2 si sviluppa in direzione est-ovest lungo Chongwenmen West Street, mentre la stazione della linea 5 si sviluppa in direzione nord-sud lungo Chongwenmen Inner e Outer Street.

## Struttura e impianti
Le stazioni delle linee 2 e 5 sono entrambe sotterranee e adottano un design con banchina a isola. La stazione della linea 2 è strutturata in due piani sotterranei: al primo è collocato l'atrio, mentre il secondo piano interrato è dedicato alle banchine e ai binari. Anche la stazione della linea 5 è strutturata in due piani sotterranei: l'accesso avviene all'altezza del piano dei binari della linea 2, mentre le banchine sono collocate al piano inferiore.
La stazione presenta dieci accessi, indicati con le lettere A1, A2, B1, B2, C, D, E, F, G e H.

## Servizi
La stazione dispone di:
- Accessibilità per portatori di handicap (ingressi B2, E e F)
- Emettitrice automatica biglietti
- Scale mobili
- Servizi igienici
- Sportello automatico
- Stazione video sorvegliata
- Ufficio polizia

### Orari

#### Linea 2
Essendo una linea circolare, la linea 2 dispone di due percorsi concentrici che operano come segue:
- L'anello interno, da Jishuitan direzione Dongzhimen e Fuxingmen, con tratte ridotte che terminano a Xizhimen.
- L'anello esterno, da Xizhimen direzione Fuxingmen e Dongzhimen, con tratte ridotte che terminano a Jishuitan.

Per il servizio dell'anello interno, la prima corsa da Chongwenmen parte alle 5:13 mentre l'ultimo treno che esegue il percorso completo è alle 22:40. Per le tratte ridotte, l'ultimo treno con destinazione finale Xizhimen è previsto alle 23:25.
Riguardo l'anello esterno, la prima corsa è alle 5:27 mentre l'ultimo treno che esegue il percorso completo è previsto alle 22:32. L'ultima corsa ridotta fino a Jishuitan parte da Chongwenmen alle 23:17.

#### Linea 5
In direzione nord, verso il capolinea di Tiantongyuanbei, il primo treno da Chongwenmen effettua servizio alle 5:31 e l'operatività si conclude alle 23:22. Verso il capolinea occidentale di Songjiazhuang, i treni sono attivi dalle 5:38 alle 23:26.

## Interscambi
- Fermata autobus